# Neogoniolithon assitum
Neogoniolithon assitum (Foslie) Setchell & Mason, 1943  é o nome botânico  de uma espécie de algas vermelhas pluricelulares do gênero Neogoniolithon, família Corallinaceae, subfamília Mastophoroideae.
- São algas marinhas encontradas no Egito.

## Sinonímia
- Goniolithon assitum  Foslie, 1907